# كأس بوليفيا
كأس بوليفيا (بالإسبانية: Copa Aerosur)‏ ، هي بطولة رسمية لكرة القدم في بوليفيا ، أسست سنة 2002م وتشارك فيها الأندية المسجلة لدى اتحاد بوليفيا لكرة القدم.

## وصلة خارجية
- Los Tiempos.com Deportes